# Riojà precastellà

Evolució dels dialectes navarresos-aragonesos

El riojà precastellà o precastellà de La Rioja —històricament anomenat riojà— era la varietat més occidental del romanç navarrès-aragonès. Representa l'evolució del llatí vulgar a la Rioja i al nord de l'actual municipi de Sòria. En tenim testimoni escrit a les Glosas Emilianenses del segle x i en alguns topònims medievals escrits en llatí.
Les Glosas Emilianenses no representen els primers texts castellans —com es creia al principi— ja que, després d'estudis més profunds, ha quedat demostrat que utilitzen normes fonètiques aragoneses: feito, muito, get (ye), etc.; i amb el detall que, quan es van escriure, La Rioja no havia estat annexionada encara al Regne de Castella, sinó que pertanyia al de Navarra. Per tant, el text que figura en les Glosas Emilianenses és navarrès-aragonès en la seva varietat de la Rioja.
Segons els lingüistes Claudio García Turza i Miguel Ángel Muro, aquesta parla té més característiques que la unirien al grup de llengües relacionades amb l'aragonès que no pas amb el castellà, a més de tenir altres característiques coincidents amb l'asturlleonès; i trets bascos i moltes d'altres que, pel fet que manquen coincidències, es consideren pròpiament de la Rioja. Seria una de les llengües històriques que formarien part del conglomerat dialectal que posteriorment donaria lloc a l'idioma castellà.
Després de la incorporació al Regne de Castella, la Rioja es va castellanitzar entre els segles xi i xiii. D'aquesta època, data la col·lecció documental anomenada Llibre Becerro del Monestir de Valvanera, que té encara caràcters precastellans, com l'article "lo".
Malgrat aquesta castellanització, actualment es conserven característiques d'aquesta llengua en el dialecte de la Rioja —dialecto riojano— del castellà.

## Característiques
- Diftongació de la o tònica, també davant de yod: uamne/uemne (lat. tard. hómine, cat. home), uello (llatí oculu(m)).
- Diftongació de la e tònica: sieculos (cat. segles).
- Conserva g- inicial (perduda en català): geitar (lat. eiectare, cat. tirar, fr. jeter).
- Conserva -ns-: ansa (cast. asa, fr. anse) i també en català: ansa.
- Conserva -mb-: lombo (cat. llom).
- En els grups llatins -lt-, -ct- adopta -it- i no -ch- com el castellà: muito (cast. mucho, port. muito), feito (cast. hecho, port. feito).
- En l'escriptura utilitza grafemes navarresos: quoatro (u muda), yn/ynn (per ñ, cat. ny).